# Bolborhachium coronatum
Bolborhachium coronatum là một loài bọ cánh cứng trong họ Geotrupidae. Loài này được miêu tả khoa học năm 1843 bởi Klug.